# Pâté au saumon
 (février 2013).
Si vous disposez d'ouvrages ou d'articles de référence ou si vous connaissez des sites web de qualité traitant du thème abordé ici, merci de compléter l'article en donnant les références utiles à sa vérifiabilité et en les liant à la section « Notes et références ».
Le pâté au saumon semble être une variante de la tourtière et est peut-être inspiré de la version irlandaise du plat. Celui-ci, qui porte le nom de salmon pie en anglais et dans ses versions les plus populaires en Irlande, prend cependant une forme similaire au pâté au poulet, où des morceaux distincts de saumon sont cuits dans la tarte en une sauce ressemblant à la sauce suprême et dans la base de laquelle d'autres ingrédients ont préalablement été mijotés. Le pâté au saumon irlandais prend aussi une forme similaire à celle du pâté chinois ou du cottage pie où le saumon est à la base de l'assemblage, comme pour le cottage pie, ou de la casserole, comme pour le pâté chinois ; d'autres ingrédients ou préparations peuvent faire partie de la base et être superposées mais l'assemblage principal se termine par l'application de pommes de terre en purée.
En sa version québécoise, le pâté consiste en une préparation de saumon cuit mélangé à des pommes de terre en purée, qui, elles-mêmes, peuvent comporter d'autres ingrédients, tels des œufs, du persil, du poivre, des oignons, etc., qui entreraient habituellement dans la préparation habituelle des pommes de terre telles qu'elles le sont par la maisonnée. Le mélange est ensuite placé entre deux abaisses de pâte à tarte et est ensuite préparé à la manière des autres tartes et pâtés,.
Quoiqu'en sa version élémentaire le pâté au saumon québécois n'est rien d'autre que du saumon cuit mélangé à des pommes de terre en purée et placé en croûte, il est possible d'imaginer que des variantes incorporant du zeste de citron, de l'aneth ou d'autres aromates existent et que certaines personnes ont développé une recette particulière de purée de pommes de terre afin de moduler la texture du produit final.